# Liste der Baudenkmäler in Rednitzhembach
Auf dieser Seite sind die Baudenkmäler in der mittelfränkischen Gemeinde Rednitzhembach zusammengestellt. Diese Tabelle ist eine Teilliste der Liste der Baudenkmäler in Bayern. Grundlage ist die Bayerische Denkmalliste, die auf Basis des Bayerischen Denkmalschutzgesetzes vom 1. Oktober 1973 erstmals erstellt wurde und seither durch das Bayerische Landesamt für Denkmalpflege geführt wird. Die folgenden Angaben ersetzen nicht die rechtsverbindliche Auskunft der Denkmalschutzbehörde.
 Die Liste gibt den Fortschreibungsstand vom 31. August 2017 wieder und umfasst 31 Baudenkmäler.

## Baudenkmäler nach Gemeindeteilen

### Rednitzhembach
| Lage                                    | Objekt                              | Beschreibung | Akten-Nr.             | Bild                     |
| --------------------------------------- | ----------------------------------- | --- | --------------------- | ------------------------ |
| Jahnstraße 1 (Standort)                 | Villa                               | Zweigeschossiger, verputzter Walmdachbau auf hohem Sandsteinsockel mit Erkern, polygonalem Eckerkerturm mit Fachwerkobergeschoss und Haube, Querbau mit geschweiftem Giebel und hölzerner Altane an der Ostseite, vom Berliner Architekten Schönburg, 1908–10; Garten, gleichzeitig; Gartenpavillon, polygonaler Zeltdachbau aus hölzernem Gitterwerk, gleichzeitig.                                              | D-5-76-137-1          | BW                       |
| Rother Straße 4 (Standort)              | Ehemaliges Wohnstallhaus            | Erdgeschossiger, giebelständiger Sandsteinquaderbau mit Satteldach, bezeichnet mit „1868“. | D-5-76-137-2 Wikidata | weitere Bilder           |
| Rother Straße 8 (Standort)              | Wohnhaus                            | Zweigeschossiger, traufseitiger Backsteinbau auf hohem Sockelgeschoss mit Satteldach, Sandsteingliederung und Eisenbalkon, Neurenaissance, bezeichnet mit „1881“. | D-5-76-137-3          | BW                       |
| Rother Straße 9 (Standort)              | Gasthaus                            | Zweigeschossiger, verputzter Halbwalmdachbau mit östlichem Fachwerkgiebel, im Kern um 1550. | D-5-76-137-4          | Gasthaus                 |
| Rother Straße 10 (Standort)             | Ehemaliges Wohnstallhaus            | Breit gelagerter, erdgeschossiger und giebelständiger Sandsteinquaderbau mit Steilsatteldach, bezeichnet mit „1835“; Einfriedung, Pfeilgitterzaun, um 1900. | D-5-76-137-5          | BW                       |
| Rother Straße 12 (Standort)             | Wohnhaus                            | Zweigeschossiger Sandsteinquaderbau mit Walmdach, bezeichnet mit „1831“. | D-5-76-137-6          | Wohnhaus                 |
| Rother Straße 18 (Standort)             | Evangelisch-lutherische Pfarrkirche | Ehemalige mittelalterliche Chorturmanlage, verputzter Sandsteinquaderbau mit ehemaligem Chorturm im Osten, Langhaus mit Satteldach und Doppelturmfassade mit Spitzhelmen, eingezogener Rechteckchor mit verschiefertem Dachreiter mit Spitzhelm, dendrochronologisch datiert auf 1429/31, Spitzhelm dendrochronologisch datiert auf 1790/91, Veränderung des Chorturms 1850, Doppeltürme modern; mit Ausstattung. | D-5-76-137-7 Wikidata | weitere Bilder           |
| Wiesenweg 1 (Standort)                  | Ehemaliger Gasthof                  | Zweigeschossiger Sandsteinquaderbau mit Walmdach, bezeichnet mit „1853“. | D-5-76-137-36         | Ehemaliger Gasthof       |
| Wilhelm-Drescher-Straße 2 (Standort)    | Scheune                             | Giebelständiger Fachwerkbau auf Sandsteinsockel mit Steilsatteldach, 18. Jahrhundert. | D-5-76-137-8          | Scheune                  |
| Wilhelm-Drescher-Straße 5 (Standort)    | Ehemaliges Austragshaus             | Schmaler, zweigeschossiger und giebelständiger Satteldachbau mit Aufzugsdächlein, verputztem Sandsteinerdgeschoss und Fachwerkobergeschoss und -giebel, 17./18. Jahrhundert. | D-5-76-137-9          | Ehemaliges Austragshaus  |
| Wilhelm-Drescher-Straße 8 b (Standort)  | Ehemaliges Bauernhaus               | Ein- bis zweigeschossiger, traufseitiger und verputzter Frackdachbau, Sandstein und Fachwerk, bezeichnet mit „1655“ und mit „1880“. | D-5-76-137-10         | Ehemaliges Bauernhaus    |
| Wilhelm-Drescher-Straße 13 (Standort)   | Ehemaliges Wohnstallhaus            | Erdgeschossiger, giebelständiger Fachwerkbau mit Steilsatteldach, ehemaliger Stall in Sandsteinmauerwerk, erste Hälfte 18. Jahrhundert. | D-5-76-137-12         | Ehemaliges Wohnstallhaus |
| Wilhelm-Drescher-Straße 14 (Standort)   | Kleinhaus                           | Langgestreckter, erdgeschossiger und traufseitiger Putzbau mit Satteldach, im Kern Fachwerk, erste Hälfte 19. Jahrhundert. | D-5-76-137-13         | BW                       |
| Wilhelm-Drescher-Straße 20 (Standort)   | Gasthof                             | Zweigeschossiger, giebelständiger und verputzter Doppelsatteldachbau mit am Ostgiebel freiliegendem Zierfachwerk, im Kern Fachwerkanlage des 16./17. Jahrhunderts, am Ostgiebel freiliegendes Zierfachwerk, Verdoppelung um 1900. | D-5-76-137-14         | BW                       |
| Nähe Wilhelm-Drescher-Straße (Standort) | Stadel                              | Zweigeschossiger Walmdachbau mit Fachwerkobergeschoss, erste Hälfte 19. Jahrhundert, Walmdach von 1932. | D-5-76-137-15         | BW                       |

### Igelsdorf
| Lage                             | Objekt                | Beschreibung | Akten-Nr.     | Bild                  |
| -------------------------------- | --------------------- | --- | ------------- | --------------------- |
| Schwabacher Straße 9 (Standort)  | Ehemaliges Bauernhaus | Erdgeschossiger, giebelständiger Sandsteinquaderbau mit Steilsatteldach und breiter Schleppgaube, zweite Hälfte 19. Jahrhundert, Schleppgaube 1930. | D-5-76-137-16 | Ehemaliges Bauernhaus |
| Schwabacher Straße 10 (Standort) | Scheune               | Giebelständiger Fachwerkbau mit Steilsatteldach, 18./19. Jahrhundert.                                                                               | D-5-76-137-17 | Scheune               |
| Schwabacher Straße 12 (Standort) | Wohnstallhaus         | Erdgeschossiger, traufseitiger Sandsteinquaderbau mit Steilsatteldach und Fachwerkgiebel, bezeichnet mit „1768“.                                    | D-5-76-137-18 | Wohnstallhaus         |

### Oberfichtenmühle
| Lage                                | Objekt                                | Beschreibung | Akten-Nr.     | Bild |
| ----------------------------------- | ------------------------------------- | --- | ------------- | ---- |
| Oberfichtenmühle 1 und 3 (Standort) | Ehemalige Papiermühle und Wohngebäude | Zweigeschossiger, traufseitiger Sandsteinquaderbau mit Satteldach und Aufzugsgaube, 1861, 1931 nach Brand erneuert; Stadel, erdgeschossiger Fachwerk- und Sandsteinquaderbau mit Halbwalmdach, um 1800. | D-5-76-137-20 | BW   |
| Oberfichtenmühle 2 (Standort)       | Ehemalige Papiermühle und Wohngebäude | Zweigeschossiger, traufseitiger Sandsteinquaderbau mit Satteldach und Aufzugsgaube, 1861, 1931 nach Brand erneuert; Stadel, erdgeschossiger Fachwerk- und Sandsteinquaderbau mit Halbwalmdach, um 1800. | D-5-76-137-19 | BW   |
| Oberfichtenmühle 4 (Standort)       | Ehemalige Ziegelhütte                 | Erdgeschossiger, giebelständiger Fachwerkbau mit Steilsatteldach, 1805. | D-5-76-137-21 | BW   |
| Oberfichtenmühle 5 (Standort)       | Wohnhaus                              | Zweigeschossiger, verputzter Fachwerkbau mit Walmdach, frühes 19. Jahrhundert. | D-5-76-137-37 | BW   |

### Plöckendorf
| Lage                              | Objekt                   | Beschreibung | Akten-Nr.     | Bild                     |
| --------------------------------- | ------------------------ | --- | ------------- | ------------------------ |
| Bahnhofstraße 2 (Standort)        | Ehemaliges Wohnstallhaus | Erdgeschossiger, giebelständiger Sandsteinquaderbau mit Steilsatteldach, bezeichnet mit „1860“; Scheune, giebelständiger Fachwerkbau mit Steilsatteldach, bezeichnet mit „1860“. | D-5-76-137-22 | Ehemaliges Wohnstallhaus |
| Zwischen den Brücken 1 (Standort) | Nebengebäude             | Zweigeschossiger, traufseitiger Satteldachbau mit Fachwerkobergeschoss und Aufzugsgaube, Ende 19. Jahrhundert.                                                                   | D-5-76-137-24 | Nebengebäude             |

### Unterfichtenmühle
| Lage                                 | Objekt                    | Beschreibung | Akten-Nr.     | Bild |
| ------------------------------------ | ------------------------- | --- | ------------- | ---- |
| Unterfichtenmühle 1 und 3 (Standort) | Ehemaliges Papierhänghaus | Zweigeschossiger, verputzter Mansarddachbau, wohl zweite Hälfte 18. Jahrhundert; ehemaliges Mühlengebäude, sogenannte Unterfichtenmühle, zweigeschossiger, traufseitiger Sandsteinquaderbau mit Steilsatteldach und Zwerchhaus, bezeichnet mit „1860“; Scheune, Sandsteinquaderbau mit Steilsatteldach, bezeichnet mit „1860“. | D-5-76-137-25 | BW   |

### Untermainbach
| Lage | Objekt                                                                     | Beschreibung                                | Akten-Nr.     | Bild |
| --- | -------------------------------------------------------------------------- | ------------------------------------------- | ------------- | --- |
| Bahnstrecke Treuchtlingen–Nürnberg; Hirtenstraße; Nähe Hirtenstraße; Nähe Walpersdorfer Straße; Steinbruch; Walpersdorfer Straße (Standort) | Eisenbahnbrücke der ehemaligen Ludwig-Süd-Nord-Eisenbahn über den Mainbach | Zweibogiger Sandsteinquaderbau, um 1848/49. | D-5-76-137-28 | [[Vorlage:Bilderwunsch/code!/C:49.298147,11.066686!/D:Bahnstrecke Treuchtlingen–Nürnberg; Hirtenstraße; Nähe Hirtenstraße; Nähe Walpersdorfer Straße; Steinbruch; Walpersdorfer Straße, Eisenbahnbrücke der ehemaligen Ludwig-Süd-Nord-Eisenbahn über den Mainbach!/\|BW]] |

### Walpersdorf
| Lage                                | Objekt     | Beschreibung | Akten-Nr.              | Bild           |
| ----------------------------------- | ---------- | --- | ---------------------- | -------------- |
| Walpersdorfer Straße 94 (Standort)  | Scheune    | Giebelständiger Fachwerkbau mit Steilsatteldach, 18. Jahrhundert.                                                                                   | D-5-76-137-31 Wikidata | weitere Bilder |
| Walpersdorfer Straße 104 (Standort) | Scheune    | Giebelständiger Fachwerkbau mit Steilsatteldach auf Sandsteinsockel, 18./19. Jahrhundert.                                                           | D-5-76-137-30 Wikidata | weitere Bilder |
| Walpersdorfer Straße 112 (Standort) | Bauernhaus | Erdgeschossiger, giebelständiger Sandsteinquaderbau mit Steilsatteldach und zwei Quergiebeln, Mitte/zweite Hälfte 19. Jahrhundert, Quergiebel 1924. | D-5-76-137-29 Wikidata | Bauernhaus     |

### Weihersmühle
| Lage                                                  | Objekt                                   | Beschreibung | Akten-Nr.     | Bild           |
| ----------------------------------------------------- | ---------------------------------------- | --- | ------------- | -------------- |
| Weihersmühle 1 (Standort)                             | Ehemalige Mühle, sogenannte Weihersmühle | Zweigeschossiger, giebelständiger Sandsteinquaderbau mit Steilsatteldach, Mühlwappen bezeichnet mit „1867“; Scheune, giebelständiger Fachwerkbau mit Steilsatteldach, bezeichnet mit „1796“.                                          | D-5-76-137-32 | weitere Bilder |
| Weihersmühle 10 a, 10 b, 12, 12 a und 12 b (Standort) | Wohnstallhaus                            | Erdgeschossiger, giebelständiger Sandsteinquaderbau mit gebrochenem Steilsatteldach und Fachwerkgiebel, Mitte 19. Jahrhundert; Scheune, traufseitiger Fachwerkbau mit Steilsatteldach und verbretterten Giebeln, 18./19. Jahrhundert. | D-5-76-137-33 | weitere Bilder |

## Ehemalige Baudenkmäler
In diesem Abschnitt sind Objekte aufgeführt, die früher einmal in der Denkmalliste eingetragen waren, jetzt aber nicht mehr. Objekte, die in anderem Zusammenhang – also z. B. als Teil eines Baudenkmals – weiter eingetragen sind, sollen hier nicht aufgeführt werden. Aktennummern in diesem Abschnitt sind ehemalige, jetzt nicht mehr gültige Aktennummern.

| Lage                                       | Objekt   | Beschreibung                                                                            | Akten-Nr.     | Bild     |
| ------------------------------------------ | -------- | --------------------------------------------------------------------------------------- | ------------- | -------- |
| Plöckendorf Hembacher Straße 85 (Standort) | Gasthaus | Zweigeschossiger Sandsteinquaderbau, 1888/89 von Johann Carl (Baumeister in Schwabach). | D-5-76-137-23 | Gasthaus |